# El resultado del amor
El resultado del amor es una película argentina dirigida por Eliseo Subiela y protagonizada por Norma Argentina, Julio Arrieta y Sofía Gala Castiglione. Fue estrenada el 16 de agosto de 2007.

## Sinopsis
Mabel alterna entre animar fiestas infantiles y la prostitución. Martín, separado, acaba de renunciar a su trabajo y compra una casa rodante para vivir. En un lavadero de autos conoce a Mabel y se enamoran. Al poco tiempo, Mabel descubre que es portadora del virus HIV.

## Reparto
- Norma Argentina como Ester
- Julio Arrieta como Omar
- Sofía Gala Castiglione como Mabel
- Bárbara Carranza como Alcira - 3 años
- Julio Carrizo como Miguel - 4 años
- Luz Carranza como Alcera - adolescente
- Lucas Ribero como Miguel (adolescente)
- Ramón Miranda como Romualdo
- Fernando Roa como Julio
- Matías Marmorato como Hugo
- Guillermo Pfening como Martín
- Dolores Fernández como Verónica
- Jorge D'Elía como Padre de Martín
- Inés Baum como Madre de Martín
- Juan Ríos como Don Río
- Esther Arrieta como Palmira
- Romina Ricci como Malena
- Jackie Tyrrell como Socio del Padre de Verónica
- La Cacho como Carla (as Oscar Larrea)
- Ricardo Galli como Jefe de personal
- Alejandro Stulchlik como Cliente
- Enrique Capella como Psicólogo
- Gabriel Pacheco como Mozo
- Hugo Cativa como Paparulo
- Juan Sosa como Niñ Ayudante Mabel
- Claudia Herrera como Dra. Robles
- Mario Palasi como Médico Asistente Dra. Robles
- Paula Ituriza como Andrea
- Mabel Domínguez como Enfermera
- Sol Jazmín como Recepcionista
- Enrique Barris como Cura
- Ysmael Elizaur como Custodio
- Jean Pierre Noher como Narrator